# Campionat del Món d'atletisme de 1995
Els cinquens campionats del món d'atletisme, organitzats per l'Associació Internacional de Federacions d'Atletisme, es van dur a terme a l'Estadi Ullevi, Göteborg, Suècia entre el 5 i el 13 d'agost.
En aquesta competició es va córrer per primera vegada els 5000 metres femenins, ja que fins al moment les dones corrien 3000 metres.

## Resultats masculins

### Curses
1991 |1993 |1995 |1997 |1999
| 100 m Detalls                                       | Donovan Bailey · Canadà · 9.97                                                             | Bruny Surin · Canadà · 10.03                                                              | Ato Boldon · Trinitat i Tobago · 10.03                                                  |
| 200 m Detalls                                       | Michael Johnson · Estats Units · 19.79 (CR)                                                | Frankie Fredericks · Namíbia · 20.12                                                      | Jeff Williams · Estats Units · 20.18                                                    |
| 400 m Detalls                                       | Michael Johnson · Estats Units · 43.39 (CR)                                                | Butch Reynolds · Estats Units · 44.22                                                     | Greg Haughton · Jamaica · 44.56                                                         |
| 800 m Detalls                                       | Wilson Kipketer · Dinamarca · 1:45.08                                                      | Arthémon Hatungimana · Burundi · 1:45.64                                                  | Vebjørn Rodal · Noruega · 1:45.68                                                       |
| 1500 m Detalls                                      | Noureddine Morceli · Algèria · 3:33.73                                                     | Hicham El Guerrouj · Marroc · 3:35.28                                                     | Vénuste Niyongabo · Burundi · 3:35.56                                                   |
| 5000 m Detalls                                      | Ismael Kirui · Kenya · 13:16.77                                                            | Khalid Bouhlami · Marroc · 13:17.15                                                       | Shem Kororia · Kenya · 13:17.59                                                         |
| 10000 m Detalls                                     | Haile Gebrselassie · Etiòpia · 27:12.95 (CR)                                               | Khalid Skah · Marroc · 27:14.53                                                           | Paul Tergat · Kenya · 27:14.70                                                          |
| Marató Detalls                                      | Martín Fiz · Espanya · 2:11:41                                                             | Dionicio Cerón · Mèxic · 2:12:13                                                          | Luiz Antonio dos Santos · Brasil · 2:12:49                                              |
| 110 m tanques Detalls                               | Allen Johnson · Estats Units · 13.00                                                       | Tony Jarrett · Gran Bretanya · 13.04                                                      | Roger Kingdom · Estats Units · 13.19                                                    |
| 400 m tanques Detalls                               | Derrick Adkins · Estats Units · 47.98                                                      | Samuel Matete · Zàmbia · 48.03                                                            | Stéphane Diagana · França · 48.14                                                       |
| 3000 m obstacles Detalls                            | Moses Kiptanui · Kenya · 8:04.16 (CR)                                                      | Christopher Kosgei · Kenya · 8:09.30                                                      | Saad Shadad Al-Asmari · Aràbia Saudita · 8:12.95 AR                                     |
| 20 km marxa Detalls                                 | Michele Didoni · Itàlia · 1:19:59                                                          | Valentí Massana · Espanya · 1:20:23                                                       | Yevgeniy Misyulya · Belarús · 1:20:48                                                   |
| 50 km marxa Detalls                                 | Valentin Kononen · Finlàndia · 3:43:42                                                     | Giovanni Perricelli · Itàlia · 3:45:11                                                    | Robert Korzeniowski · Polònia · 3:45:57                                                 |
| 4x100 m Detalls                                     | Donovan Bailey, · Robert Esmie, · Glenroy Gilbert, · Bruny Surin · Canadà · 38.31          | Paul Henderson, · Tim Jackson, · Steve Brimacombe, · Damien Marsh · Austràlia · 38.50     | Giovanni Puggioni, · Ezio Madonia, · Angelo Cipolloni, · Sandro Floris · Itàlia · 39.07 |
| 4x400 m Detalls                                     | Marlon Ramsey, · Derek Mills, · Butch Reynolds, · Michael Johnson · Estats Units · 2:57.32 | Michael McDonald, · Davian Clarke, · Danny McFarlane, · Greg Haughton · Jamaica · 2:59.88 | Udeme Ekpeyong, · Kunle Adejuyigbe, · Jude Monye, · Sunday Bada · Nigèria · 3:03.18     |
| CR: Rècord del campionat \| AR:Rècord del continent |                                                                                            |                                                                                           |                                                                                         |

### Concursos
1991 |1993 |1995 |1997 |1999
| Salt de llargada Detalls                     | Iván Pedroso · Cuba · 8.70                    | James Beckford · Jamaica · 8.30         | Mike Powell · Estats Units · 8.29   |
| Triple salt Detalls                          | Jonathan Edwards · Gran Bretanya · 18.29 (WR) | Brian Wellman · Bermuda · 17.62         | Jerome Romain · Dominica · 17.59    |
| Salt d'alçada Detalls                        | Troy Kemp · Bahames · 2:37                    | Javier Sotomayor · Cuba · 2:37          | Artur Partyka · Polònia · 2:35      |
| Salt amb perxa Detalls                       | Sergey Bubka · Ucraïna · 5.92                 | Maksim Taràssov · Rússia · 5.86         | Jean Galfione · França · 5.86       |
| Llançament de pes Detalls                    | John Godina · Estats Units · 21.47            | Mika Halvari · Finlàndia · 20.93        | Randy Barnes · Estats Units · 20.41 |
| Llançament de disc Detalls                   | Lars Riedel · Alemanya · 68.76 (CR)           | Vladimir Dubrovshchik · Belarús · 65.98 | Vasiliy Kaptyukh · Belarús · 65.88  |
| Llançament de martell Detalls                | Andrei Abduvalíev · Tadjikistan · 81.56       | Igor Astapkovich · Belarús · 81.10      | Tibor Gecsek · Hongria · 80.98      |
| Llançament de javelina Detalls               | Jan Železný · República Txeca · 89.58         | Steve Backley · Regne Unit · 86.30      | Boris Henry · Alemanya · 86.08      |
| Decatló Detalls                              | Dan O'Brien · Estats Units · 8695             | Eduard Hämäläinen · Belarús · 8489      | Mike Smith · Canadà · 8419          |
| WR Rècord del món \| CR Rècord del campionat |                                               |                                         |                                     |

## Resultats femenins

### Curses
1991 |1993 |1995 |1997 |1999
| 100 m Detalls                                                                                   | Gwen Torrence · Estats Units · 10.85                                                                 | Merlene Ottey · Jamaica · 10.94                                                                   | Irina Privalova · Rússia · 10.96                                                              |
| 200 m Detalls                                                                                   | Merlene Ottey · Jamaica · 22.12                                                                      | Irina Privalova · Rússia · 22.12                                                                  | Galina Maltchouguina · Rússia · 22.37                                                         |
| 400 m Detalls                                                                                   | Marie-José Pérec · França · 49.28                                                                    | Pauline Davis-Thompson · Bahames · 49.96                                                          | Jearl Miles-Clark · Estats Units · 50.00                                                      |
| 800 m Detalls                                                                                   | Ana Fidelia Quirot · Cuba · 1:56.11                                                                  | Letitia Vriesde · Surinam · 1:56.68 AR                                                            | Kelly Holmes · Regne Unit · 1:56.95                                                           |
| 1500 m Detalls                                                                                  | Hassiba Boulmerka · Algèria · 4:02.42                                                                | Kelly Holmes · Regne Unit · 4:03.04                                                               | Carla Sacramento · Portugal · 4:03.79                                                         |
| 5000 m Detalls                                                                                  | Sonia O'Sullivan · Irlanda · 14:46.47 (CR)                                                           | Fernanda Ribeiro · Portugal · 14:48.54                                                            | Zahra Ouaziz · Marroc · 14:53.77                                                              |
| 10000 m Detalls                                                                                 | Fernanda Ribeiro · Portugal · 31:04.99                                                               | Derartu Tulu · Etiòpia · 31:08.10                                                                 | Tegla Loroupe · Kenya · 31:17.66                                                              |
| Marató Detalls                                                                                  | Manuela Machado · Portugal · 2:25:39                                                                 | Anuta Catuna · Romania · 2:26:25                                                                  | Ornella Ferrara · Itàlia · 2:30:11                                                            |
| La marató va ser 400 metres més curta.                                                          | |                                                                                                   |                                                                                               |
| 100 m tanques Detalls                                                                           | Gail Devers · Estats Units · 12.68                                                                   | Olga Xixíguina · Kazakhstan · 12.80                                                               | Yuliya Graudyn · Rússia · 12.85                                                               |
| 400 m tanques Detalls                                                                           | Kim Batten · Estats Units · 52.61 (WR)                                                               | Tonja Buford-Bailey · Estats Units · 52.62                                                        | Deon Hemmings · Jamaica · 53.48 (NR)                                                          |
| 10 km marxa Detalls                                                                             | Irina Stankina · Rússia · 42:13 (CR)                                                                 | Elisabetta Perrone · Itàlia · 42:16                                                               | Yelena Nikolayeva · 42:20                                                                     |
| 4x100 m Detalls                                                                                 | Estats Units · Celena Mondie-Milner · Carlette Guidry-White · Chryste Gaines · Gwen Torrence · 42.12 | Jamaica · Dahlia Duhaney · Juliet Cuthbert · Beverly McDonald · Merlene Ottey · 42.25             | Alemanya · Melanie Paschke · Silke Lichtenhagen · Silke-Beate Knoll · Gabriele Becker · 43.01 |
| 4x400 m Detalls                                                                                 | Estats Units · Kim Graham · Rochelle Stevens · Camara Jones · Jearl Miles-Clark · 3:22.29            | Rússia · Tatyana Chebykina · Svetlana Goncharenko · Yuliya Sotnikova · Yelena Andreyeva · 3:23.98 | · Lee Naylor · Renée Poetschka · Melinda Gainsford-Taylor · Cathy Freeman · 3:25.88           |
| WR Rècord del món \| AR Rècord del continent \| CR Rècord dels Campionats \| NR Rècord nacional | |                                                                                                   |                                                                                               |

### Concursos
1991 |1993 |1995 |1997 |1999
| Salt de llargada Detalls       | Fiona May · Itàlia · 6.98             | Niurka Montalvo · Cuba · 6.86      | Irina Mushayilova · Rússia · 6.83   |
| Triple salt Detalls            | Inessa Kravets · Ucraïna · 15.50 (WR) | Iva Prandzheva · Bulgària · 15.18  | Anna Biryukova · Rússia · 15.08     |
| Salt d'alçada Detalls          | Stefka Kostadinova · Bulgària · 2.01  | Alina Astafei · Alemanya · 1.99    | Inha Babakova · Ucraïna · 1.99      |
| Llançament de pes Detalls      | Astrid Kumbernuss · Alemanya · 21.22  | Huang Zhihong · Xina · 20.04       | Svetla Mitkova · Bulgària · 19.56   |
| Llançament de disc Detalls     | Ellina Zvereva · Belarús · 68.64      | Ilke Wyludda · Alemanya · 67.20    | Olga Chernyavskaya · Rússia · 66.86 |
| Llançament de javelina Detalls | Natalya Shikolenko · Belarús · 67.56  | Felicia Tilea · Romania · 65.22    | Mikaela Ingberg · Finlàndia · 65.16 |
| Heptatló Detalls               | Ghada Shouaa · Síria · 6651           | Svetlana Moskalets · Rússia · 6575 | Rita Inancsi · Hongria · 6522       |
| WR Rècord del món              |                                       |                                    |                                     |

## Medaller
| Posició | País              | Or | Argent | Bronze | Total |
| 1       | Estats Units      | 12 | 2      | 5      | 19    |
| 2       | Belarús           | 2  | 3      | 2      | 7     |
| 3       | Alemanya          | 2  | 2      | 2      | 6     |
|         | Itàlia            | 2  | 2      | 2      | 6     |
| 5       | Cuba              | 2  | 2      | 0      | 4     |
| 6       | Kenya             | 2  | 1      | 3      | 6     |
| 7       | Canadà            | 2  | 1      | 1      | 4     |
|         | Portugal          | 2  | 1      | 1      | 4     |
| 9       | Ucraïna           | 2  | 0      | 1      | 3     |
| 10      | Algèria           | 2  | 0      | 0      | 2     |
| 11      | Rússia            | 1  | 4      | 7      | 12    |
| 12      | Jamaica           | 1  | 4      | 2      | 7     |
| 13      | Regne Unit        | 1  | 3      | 1      | 5     |
| 14      | Finlàndia         | 1  | 1      | 1      | 3     |
|         | Bulgària          | 1  | 1      | 1      | 3     |
| 16      | Bahames           | 1  | 1      | 0      | 2     |
|         | Etiòpia           | 1  | 1      | 0      | 2     |
|         | Espanya           | 1  | 1      | 0      | 2     |
| 19      | França            | 1  | 0      | 2      | 3     |
| 20      | Txèquia           | 1  | 0      | 0      | 1     |
|         | Dinamarca         | 1  | 0      | 0      | 1     |
|         | Irlanda           | 1  | 0      | 0      | 1     |
|         | Síria             | 1  | 0      | 0      | 1     |
|         | Tadjikistan       | 1  | 0      | 0      | 1     |
| 25      | Marroc            | 0  | 3      | 1      | 4     |
| 26      | Romania           | 0  | 2      | 0      | 2     |
| 27      | Austràlia         | 0  | 1      | 1      | 2     |
|         | Burundi           | 0  | 1      | 1      | 2     |
| 29      | Bermudes          | 0  | 1      | 0      | 1     |
|         | R.P. de la Xina   | 0  | 1      | 0      | 1     |
|         | Kazakhstan        | 0  | 1      | 0      | 1     |
|         | Mèxic             | 0  | 1      | 0      | 1     |
|         | Namíbia           | 0  | 1      | 0      | 1     |
|         | Surinam           | 0  | 1      | 0      | 1     |
|         | Zàmbia            | 0  | 1      | 0      | 1     |
| 36      | Hongria           | 0  | 0      | 2      | 2     |
|         | Polònia           | 0  | 0      | 2      | 2     |
| 38      | Brasil            | 0  | 0      | 1      | 1     |
|         | Dominica          | 0  | 0      | 1      | 1     |
|         | Nigèria           | 0  | 0      | 1      | 1     |
|         | Noruega           | 0  | 0      | 1      | 1     |
|         | Trinitat i Tobago | 0  | 0      | 1      | 1     |
|         | Aràbia Saudita    | 0  | 0      | 1      | 1     |
|         |                   |    |        |        |       |
| Total   | Total             | 47 | 48     | 46     | 141   |